# Flint River (Shiawassee River)
Der Flint River ist ein 165 km langer Fluss im US-Bundesstaat Michigan. Er entwässert ein Areal von rund 3450 km². Die Gesamtlänge mit dem Quellfluss South Branch Flint River beträgt 229 km. Der mittlere Abfluss am Pegel USGS 04148500 unterhalb von Flint beträgt 18,6 m³/s.

## Verlauf
Der Flint River entsteht am Zusammenfluss von North Branch Flint River und South Branch Flint River nahe Columbiaville, 30 km nordöstlich der Stadt Flint. Er strömt anfangs nach Südwesten, wobei er das Holloway Reservoir, den C. S. Mott Lake sowie das Hamilton Impoundment durchfließt. Der Fluss durchfließt das Zentrum von Flint, wo von links der Swartz Creek einmündet. Anschließend wendet sich der Flint River kurz nach Nordwesten und schließlich nach Norden. Er passiert die Ortschaften Flushing und Montrose. Im Unterlauf fließt er wieder in nordwestlicher Richtung und mündet im Shiawassee National Wildlife Refuge in den Shiawassee River, dem rechten Quellfluss des Saginaw River.

## Natur und Umwelt
In der Vergangenheit litt die Wasserqualität des Flint River durch Einleitung industrieller Abwässer. Eine Umstellung der Wasserversorgung von Flint im Jahr 2014 auf Wasser aus dem Flint River musste im Oktober 2015 aufgrund schwerwiegender Einbußen in der Wasserqualität wieder zurückgenommen werden. Es wurden im Trinkwasser erhöhte Werte von Trihalogenmethanen (THM) nachgewiesen.